# John Kanyi
John Kanyi (6 september 1980) is een Keniaanse langeafstandsloper. Hij liep verschillende internationale wedstrijden in Japan. Zo won hij in 1999 de halve marathon van Tokio in 1:00.49 en in 2003 de halve marathon van Sapporo. In 2007 werd hij tweede op de halve marathon van Sendai in 1:03.00.
Zijn grootste succes behaalde hij in 2001. Op de Universiade in Peking won hij op de 10.000 m een gouden medaille. Met 28.27,42 versloeg hij de Spanjaard Ignacio Cáceras (zilver) en de Japanner Kazuyoshi Tokumoto (brons).

## Persoonlijke records
| Onderdeel      | Prestatie | Datum             | Plaats  |
| -------------- | --------- | ----------------- | ------- |
| 5.000 m        | 13.27,27  | 6 juli 2002       | Cork    |
| 10.000 m       | 27.46,87  | 27 september 2003 | Okayama |
| 15 km          | 43.49     | 4 juli 2004       | Sapporo |
| 20 km          | 58.48     | 4 juli 2004       | Sapporo |
| halve marathon | 1:00.49   | 15 januari 1999   | Tokio   |

## Palmares

### 5000 m
- 1998:  Konoso Meeting - 13.44,68
- 1999:  Kananzawa Meeting - 13.44,96
- 2002: 4e Mito Meeting - 13.38,11
- 2002:  Golden Games - 13.35,39
- 2002:  Ireland Cork City Sports - 13.27,27
- 2003:  Yokohama - 13.44,2
- 2005:  Hokuren Distance Challenge - 13.56,52
- 2006:  International Meeting in Fukagawa - 13.44,16

### 10.000 m
- 2000:  Japanse kamp. in Sendai - 27.47,44
- 2001:  Universiade in Peking - 28.47,34

### 10 Eng. mijl
- 2002: 4e Kosa - 46.27

### 20 km
- 1998:  Hakone Ekiden Yosenkai in Oimachi - 58.40
- 1999:  Hakone Ekiden Yosenkai in Oimachi - 59.22
- 2000:  Hakone Ekiden Yosenkai in Tachikawa - 59.17
- 2001:  Hakone Ekiden Yosenkai in Tachikawa - 59.03

### Halve marathon
- 1999:  halve marathon van Tokio - 1:00.49
- 1999:  halve marathon van Sapporo - 1:01.32
- 2003:  halve marathon van Sapporo - 1:02.08
- 2004: 5e halve marathon van Sapporo - 1:01.58
- 2005: 8e halve marathon van Sapporo - 1:02.53
- 2006:  halve marathon van Yamaguchi - 1:02.00
- 2006:  halve marathon van Sendai - 1:03.32
- 2006:  halve marathon van Yamaguchi - 1:02.00
- 2006: 7e halve marathon van Sapporo - 1:02.35
- 2007: 15e halve marathon van Yamaguchi - 1:02.24
- 2007:  halve marathon van Sendai - 1:03.00